# Vlčí rokle
Vlčí rokle je přírodní památka, která se nachází na území obce Krhanice v okrese Benešov ve Středočeském kraji. Předmětem ochrany je cenný fragment staré acidofilní bučiny spolu s místním geologickým fenoménem – balvanitým rozpadem biotitické žuly. Některé buky jsou zde i více než 200 let staré.

## Historie
Vlčí rokle vznikla výmolnou činností potoka. Vyvřeliny vznikly asi před 330 miliony let v období karbonu. Tuhnutím magmatu v hloubce několika kilometrů se zmenšoval jeho objem a tak docházelo k rozpukání horniny, díky čemuž se hornina balvanitě rozpadá. Vlivem zvětrávání a omílání vodou následně došlo k zaoblení balvanů. Dříve se vznik Vlčí rokle mylně vysvětloval činností ledovce.
V minulosti se zde odehrávaly pytlácké bitvy, které popisuje spisovatel Jan Morávek ve svém díle Divočina.
Přírodní památka leží na pozemcích bývalého velkostatku Dolní Břežany. Do roku 1911 jej spravoval pražský arcibiskup. Bylo zde provozováno lesní hospodářství. Malý lom na stavební kámen na tomto území je důkazem těžby nerostných surovin. Dodnes zde nalezneme kamenné základy neznámé stavby.
Potůček Vlčín, který roklí protéká, byl v minulosti zdrojem pitné vody pro plicní sanatorium v Prosečnicích. Bylo na něm postaveno několik malých vodních nádrží a nalezneme zde i opuštěnou budovu původní vodárny pro sanatorium, na jejíž ploché střeše roste velký smrk.
Územní ochrana přírodní památky Vlčí rokle s rozlohou asi pěti hektarů byla vyhlášena v kategorii chráněný přírodní výtvor vyhláškou Okresního národního výboru v Benešově s účinností od 1. listopadu 1990. Nařízením Středočeského kraje č. 3/2007 platného od 22. září 2007 bylo území přehlášeno, přičemž se zvětšila výměra na 8,513 hektaru a stanovily se bližší ochranné podmínky. Předmět ochrany se nezměnil.

## Přírodní poměry
Přírodní památka Vlčí rokle se nachází v Posázaví na území obce Krhanice v okrese Benešov ve Středočeském kraji. Nachází se asi 1,2 km severovýchodně od obce Kamenný Přívoz a zhruba dva kilometry severně od Prosečnice, v Požárských lesích, v nadmořské výšce cca 350–430 metrů.

### Geologie, pedologie, hydrologie
Přírodní památka leží asi dva kilometry severně od Prosečnice, v blízkosti tamních lomů na granodiorit požárského typu a tonalit sázavského typu. Tvoří ji obloukovitě zahlá rokle, která míří zhruba od východu k západu. Dno rokle vyplňuje balvanitá suť, která v dolní části vytváří kamenné moře z granodioritových balvanů o velikosti až několik metrů. V rokli protéká malý potůček Vlčín, místy se ztrácející pod balvanitou suť. Na některých místech se vytvářejí  drobné vodní plochy. Ve svahu se vyskytuje skalní útvar nazývaný Vlčí skály. Půda je zde chudá na živiny.

### Flora
Acidofilní bučiny tvoří výhradně buk lesní (Fagus sylvatica), s ojedinělou příměsí lípy srdčité (Tilia cordata), borovice lesní (Pinus sylvestris), habru obecného (Carpinus betulus), smrku ztepilého (Picea abies), jeřábu ptačího (Sorbus aucuparia), dubu zimního (Quercus petraea), břízy bělokoré (Betula pendula) a modřínu opadavého (Larix decidua).
Keřové patro se zde vyskytuje jen místy a obsahuje bez černý a hroznatý (Sambucus nigra, Sambucus racemosa), ostružiníky (Rubus idaeus, Rubus sp. div.) a zmlazující dřeviny.
Bylinné patro je poměrně řídké a druhově chudé. Je tvořeno běžnými acidofyty: bikou hajní (Luzula luzuloides), třtinou rákosovitou (Calamagrostis arundinacea), metličkou křivolakou (Avenella flexuosa), jestřábníkem zedním (Hieracium murorum), šťavelem kyselým (Oxalis acetosella) a brusnicí borůvkou (Vaccinium myrtillus). Na výchozech podložní žuly lze hojně nalézt mechorosty a osladič obecný (Polypodium vulgare).

### Fauna
Na tomto území se vyskytuje lesní zvěř, která je jedním z limitujících faktorů odrůstání přirozené i umělé obnovy dřevin přirozené druhové skladby. Proto je zde provozována myslivost. Fauna v této lokalitě není předmětem ochrany. Někteří živočichové jsou zde vázáni na odumírající a mrtvé dřevo. V největší míře jsou to živočichové ze skupiny bezobratlých např. brouci, mnohonožky a stonožky, ale i některé druhy ptáků či savců. Mohl by se zde vyskytovat silně ohrožený holub doupňák (Columba oenas).

## Ochrana přírody
Předmětem ochrany je cenný fragment staré acidofilní bučiny spolu s místním geologickým fenoménem – balvanitým rozpadem biotitické žuly.
Cílem ochrany je omezit vliv člověka na chráněné území a ponechat území samovolnému vývoji.
Plán péče stanovuje bezzásahový režim v jádru prostoru, ale je možné provádět nejnutnější asanační zásahy. V místech s nevhodnou druhovou skladbou je možné těžit dřevo ve prospěch dřevin přirozené druhové skladby. Především je potřeba snížit počty borovice a smrku. Pokud dojde k zvýšenému tlaku zvěře, bude vhodné chránit přirozené zmlazení oplocenkami nebo individuální ochranou. Také by se měly v oplocenkách vysazovat dřeviny přirozené druhové skladby, které se v lokalitě buď vůbec nevyskytují, nebo jsou zde jen v minimálním zastoupení.
Aby se zachovaly vhodné životní podmínky pro organismy vázané na odumírající a mrtvé dřevo, musí se ponechat některé stromy samovolnému rozpadu. To ale jen na místech, kde nehrozí pád stromu na lesní stezku či cestu. V lese by se měly zanechávat i části vytěžených kmenů, některé vývraty a pařezy.

## Turismus
Vlčí rokle je po celý rok volně přístupná pěšky, nejdříve po červeně a pak žlutě značené trase. Vstup je možný jen po vyznačených cestách.
Dopravní dostupnost: vlak: Prosečnice-železniční stanice (2,1 km); autobus a MHD: Krhanice-Prosečnice (2 km), auto: parkování u vlakového nádraží Prosečnice (2,1 km).

## Galerie

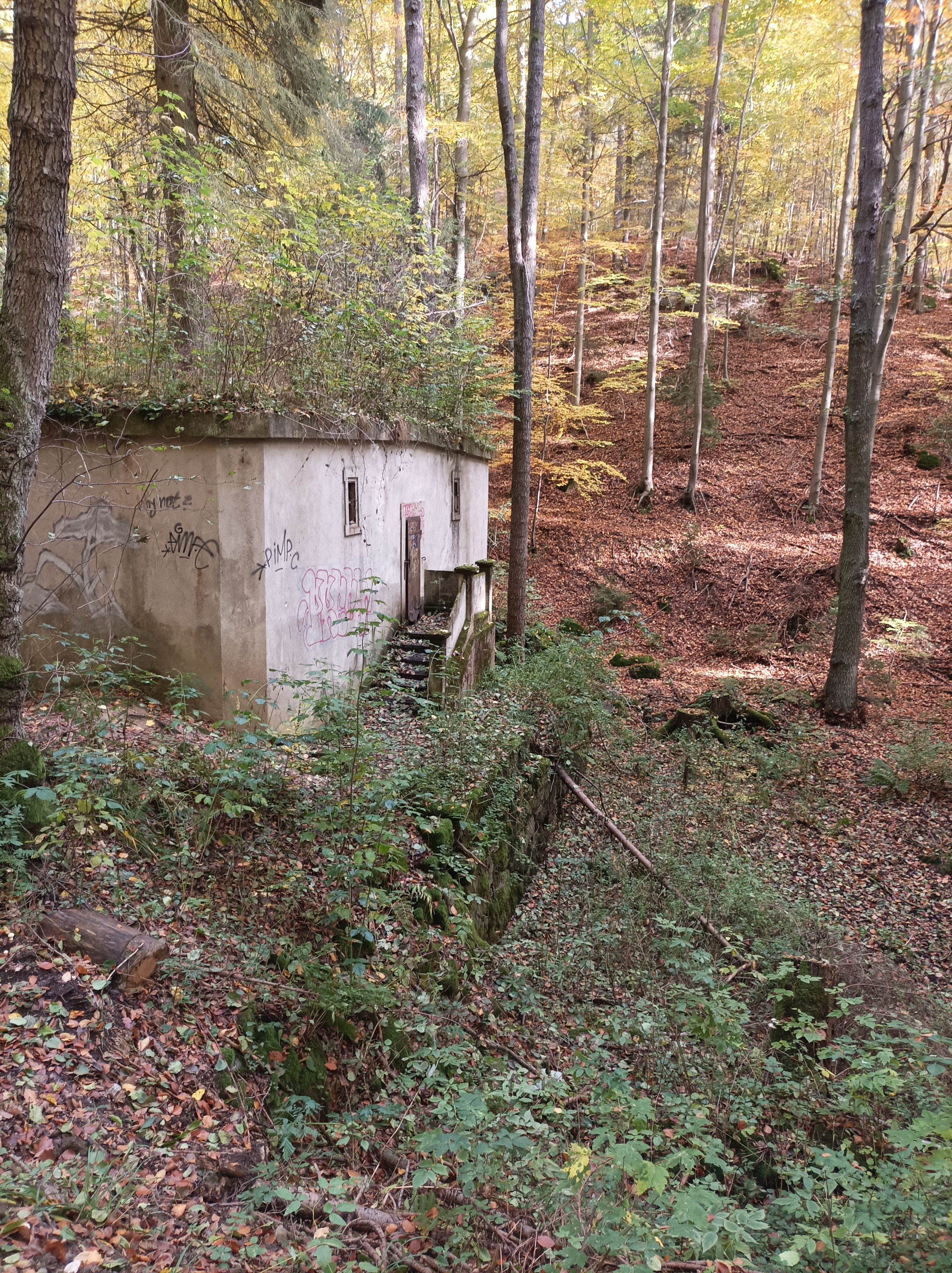
Bývalá vodárna ve Vlčí rokli
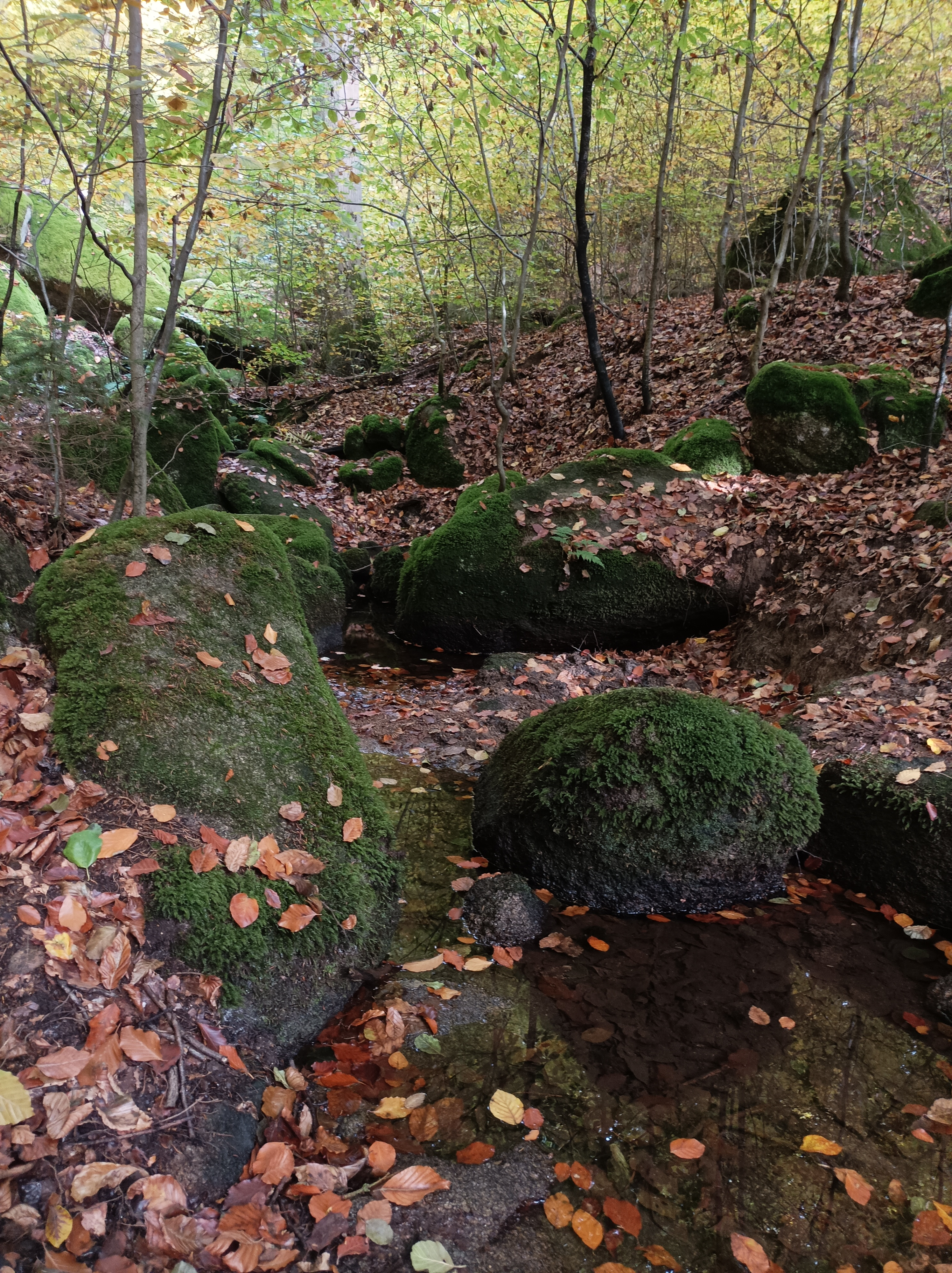
Potůček Vlčín
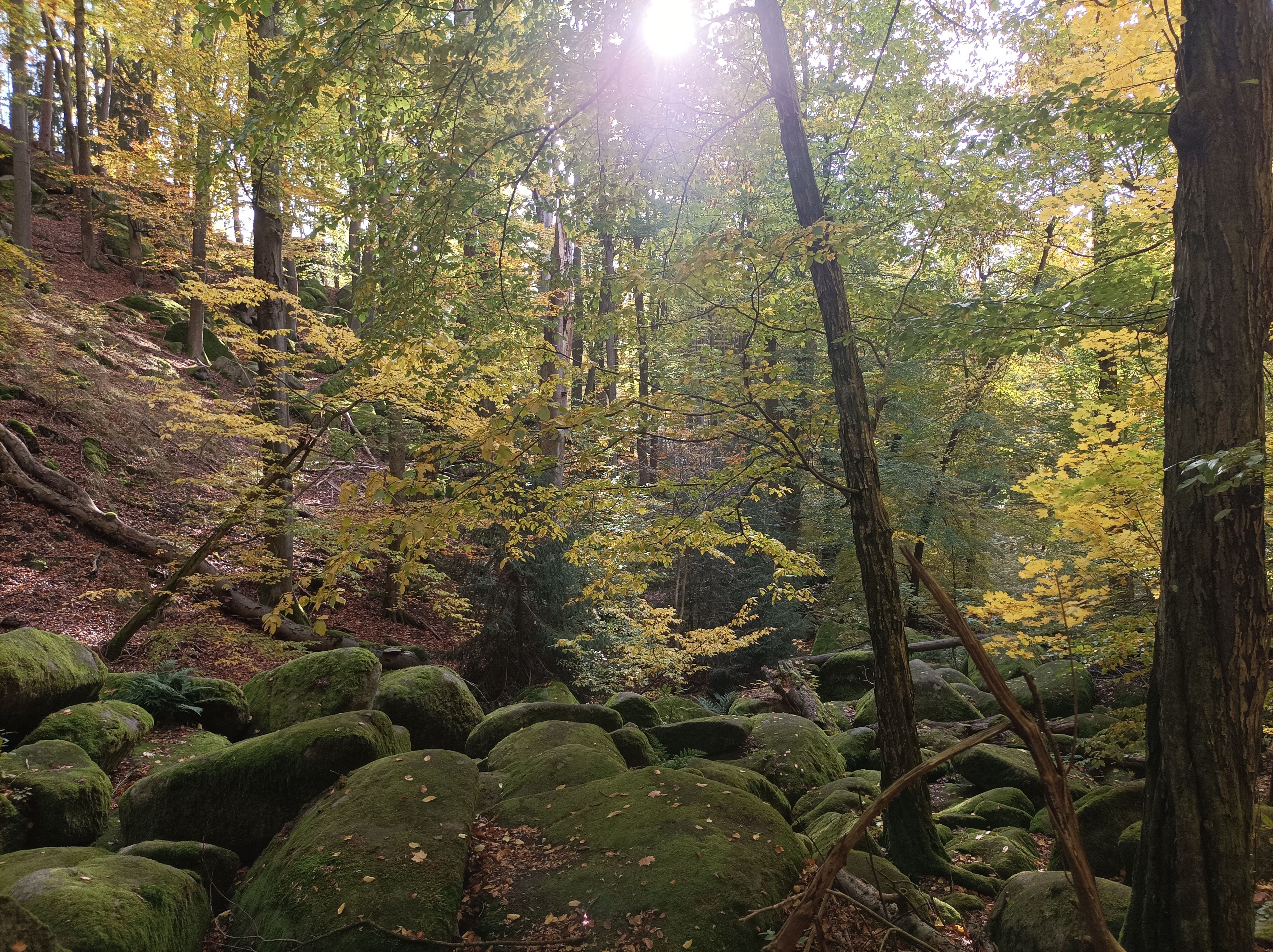
Kamenné moře ve Vlčí rokli
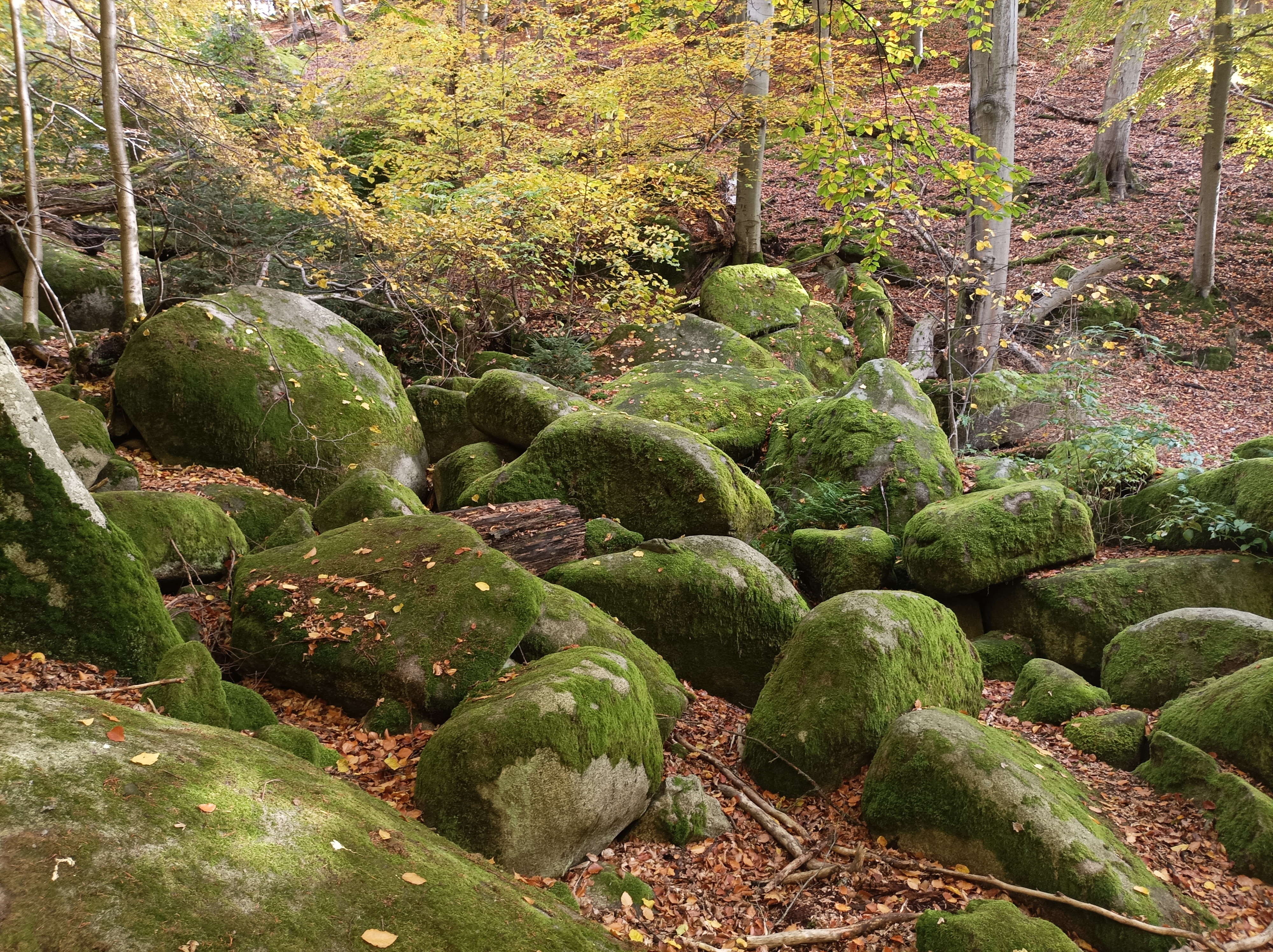
Kamenné moře ve Vlčí rokli
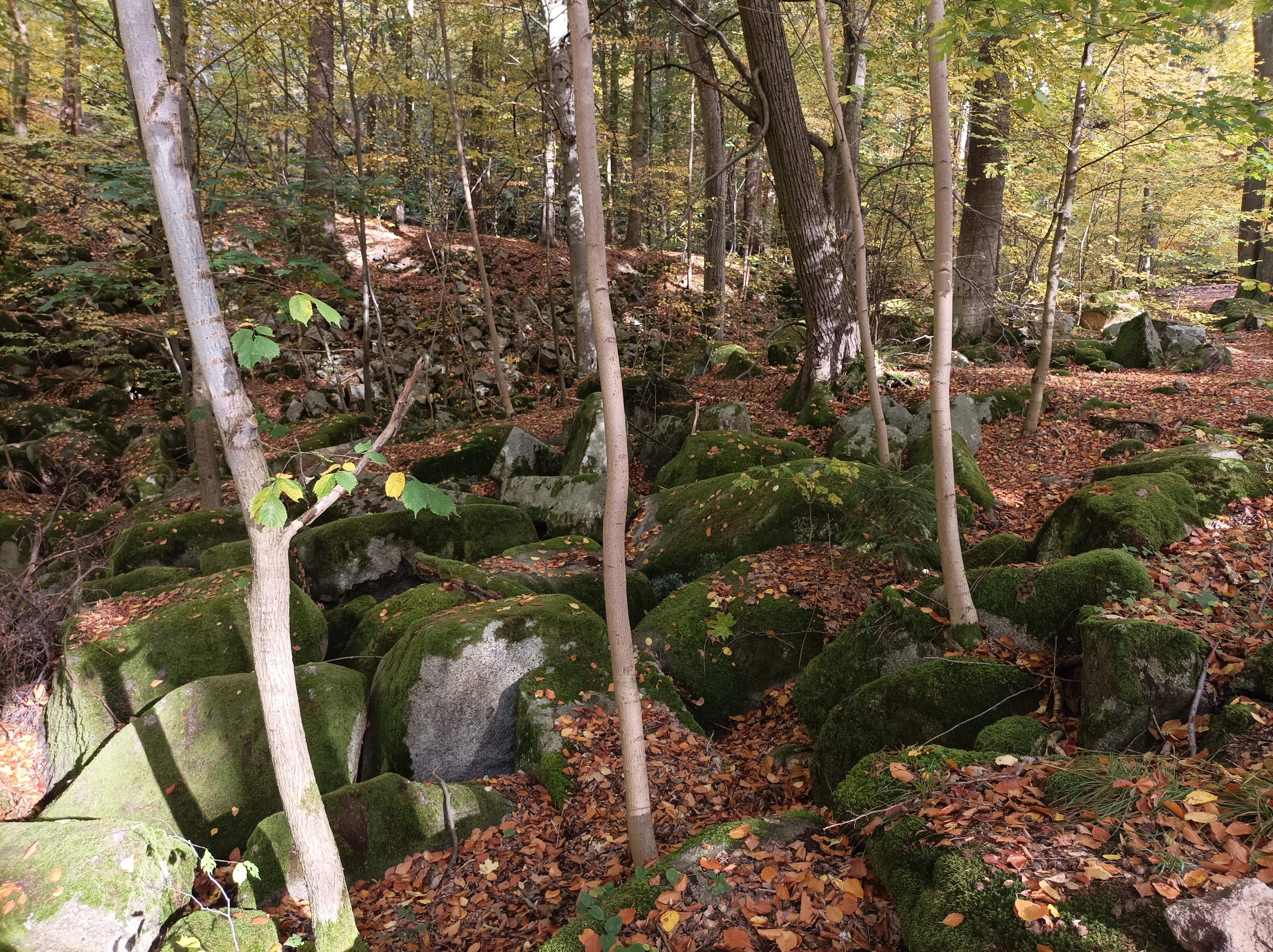
Přírodní památka Vlčí rokle
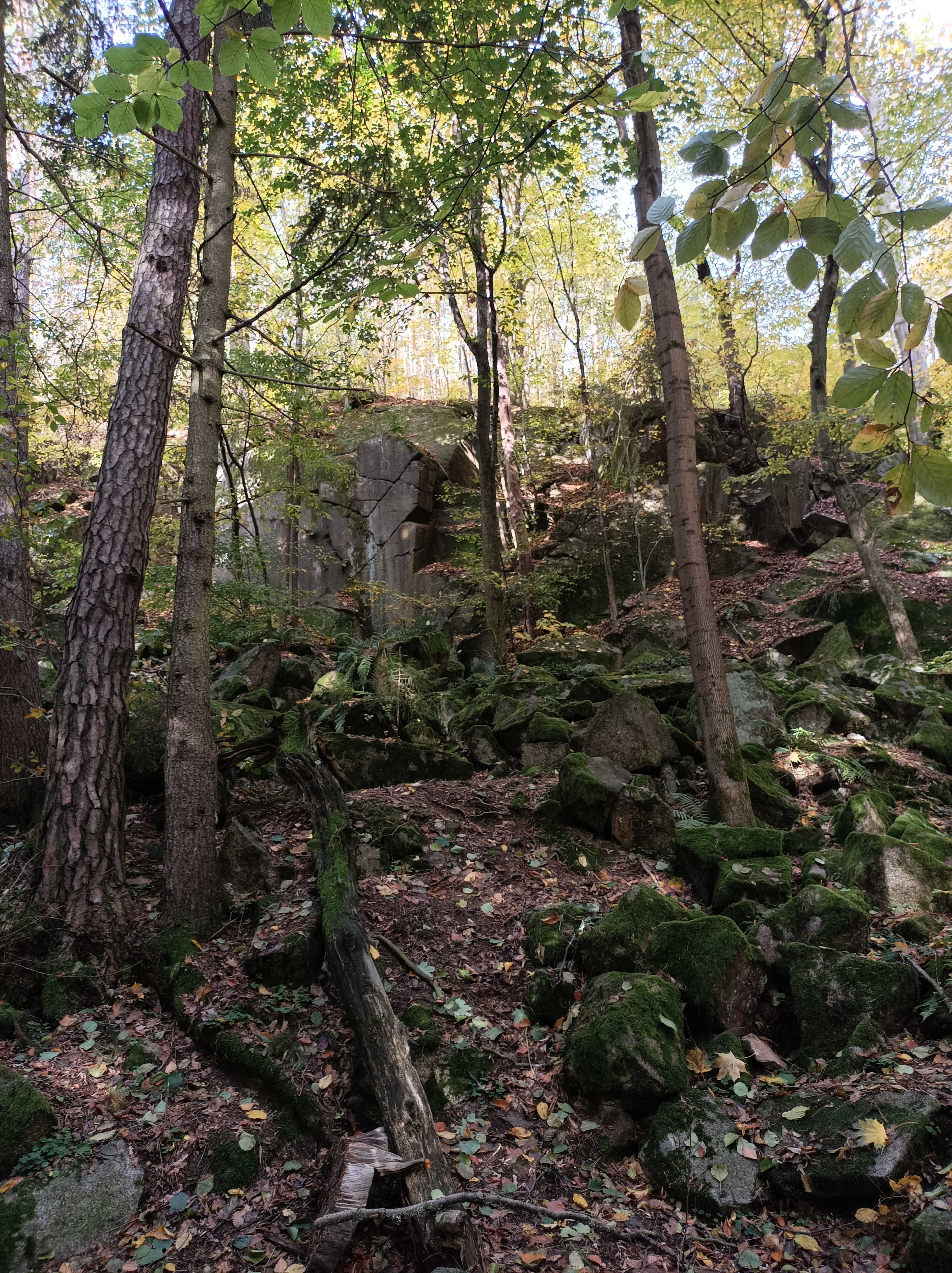
Vlčí skály
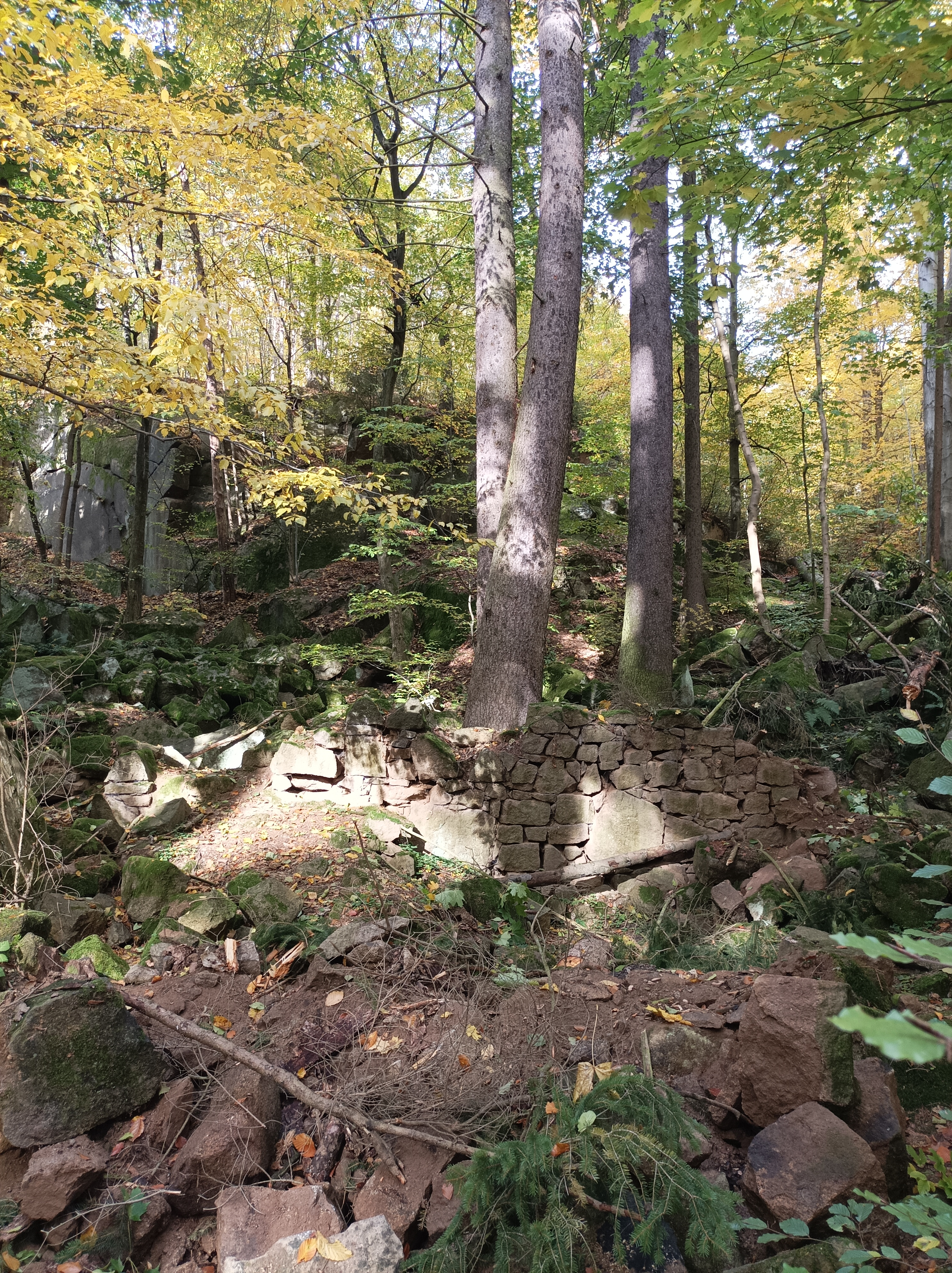
Zbytky neznámé kamenné stavby
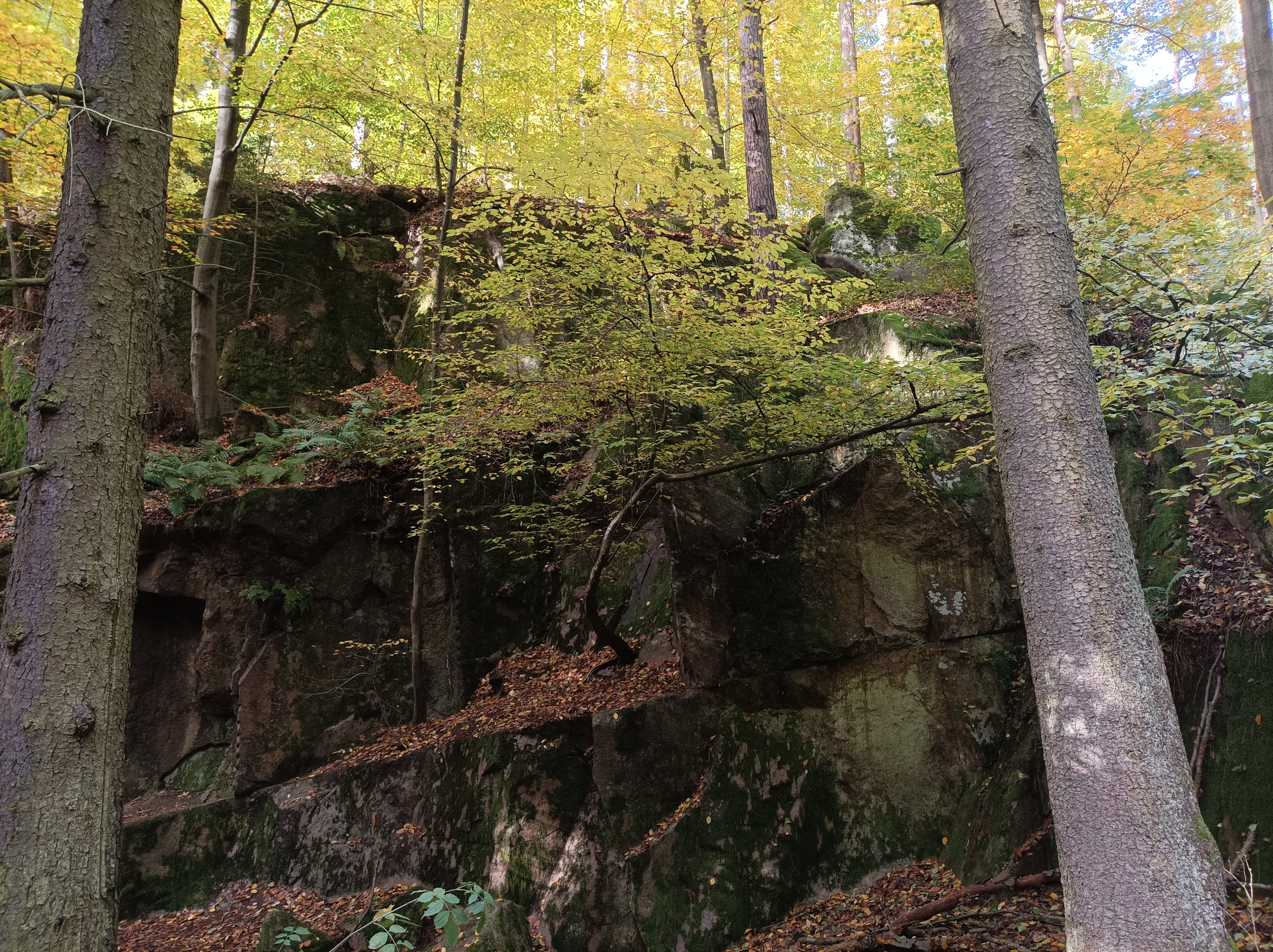
Vlčí skály
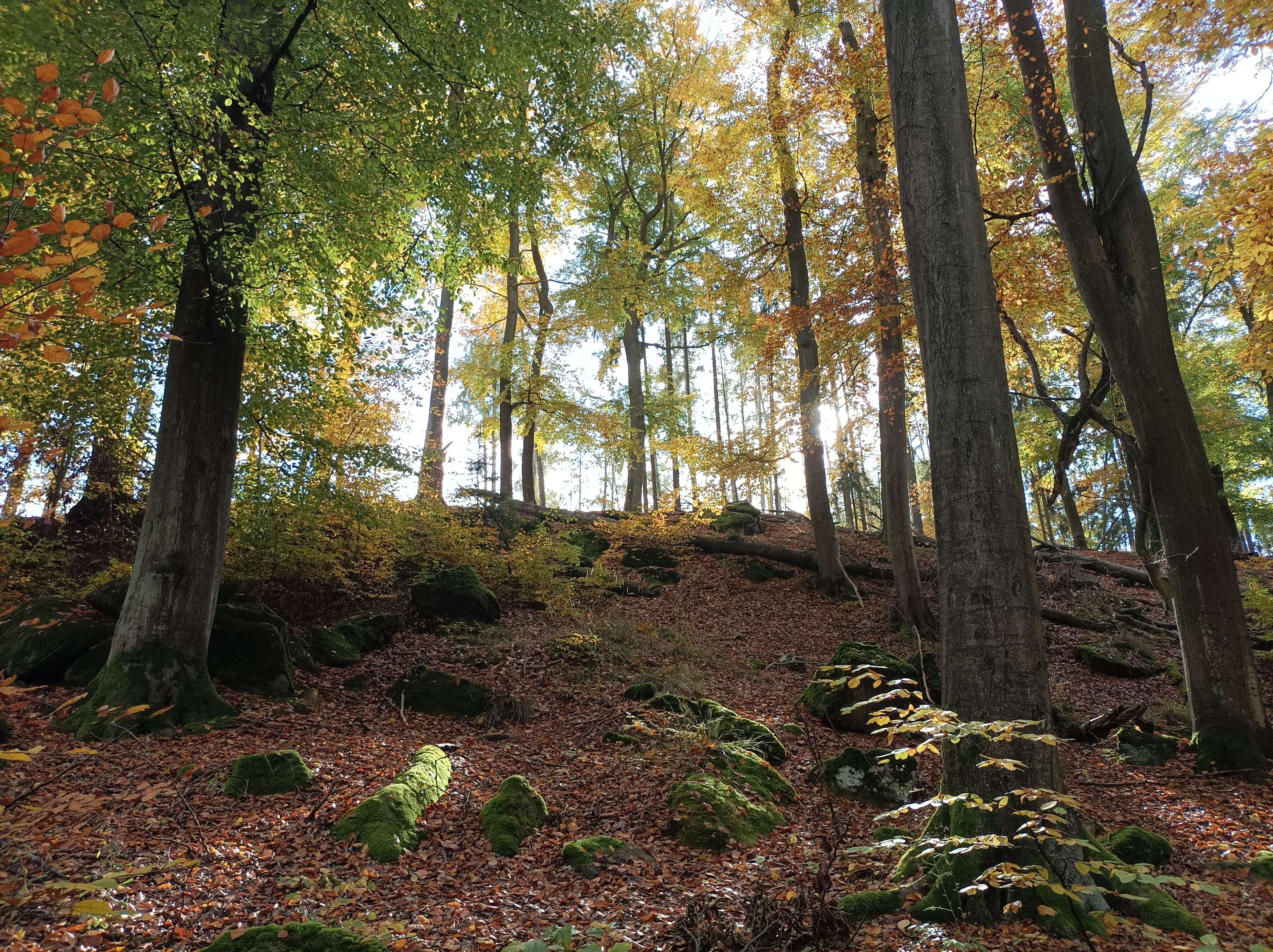
Přírodní památka Vlčí rokle
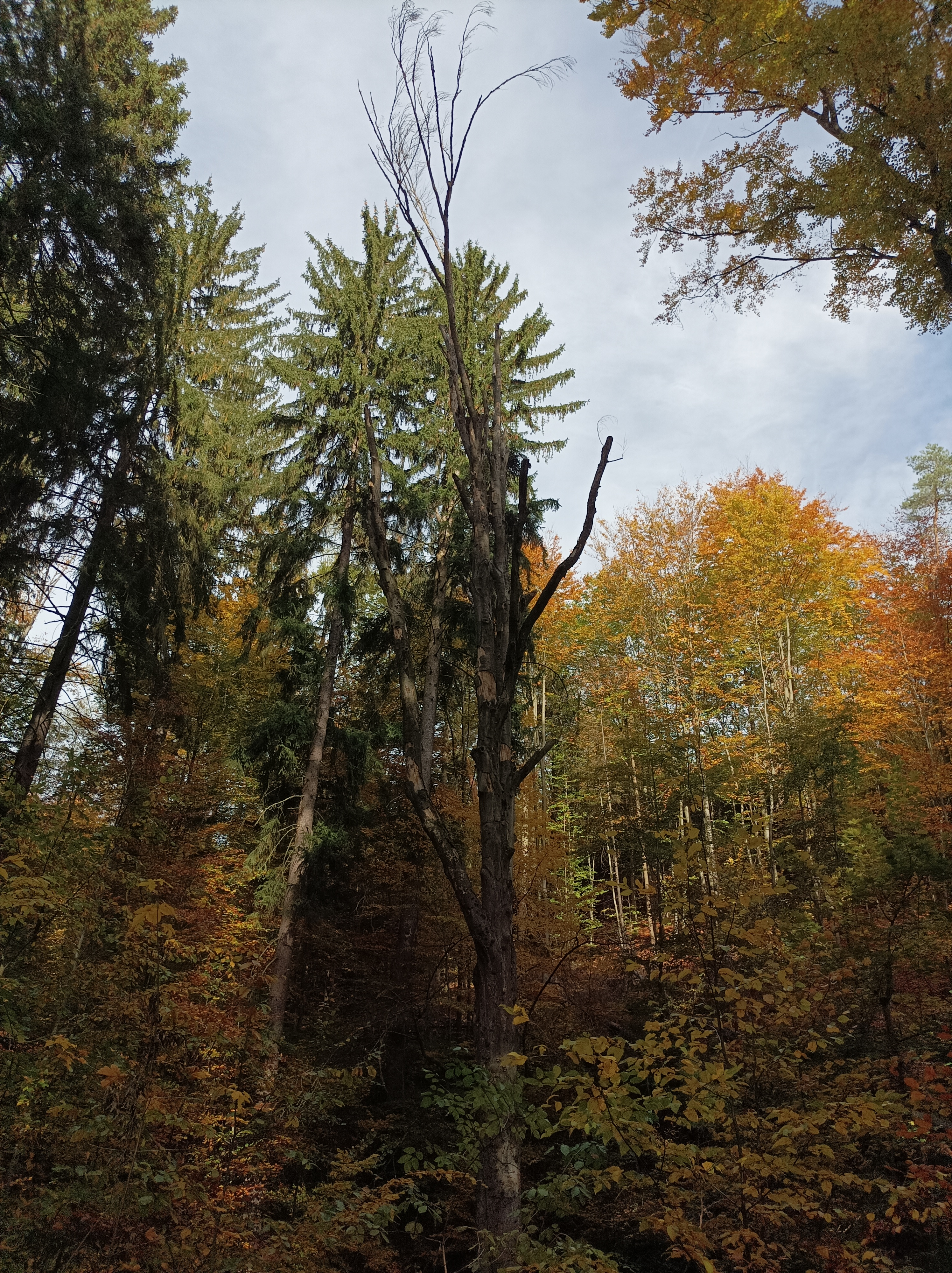
Odumírající strom ve Vlčí rokli
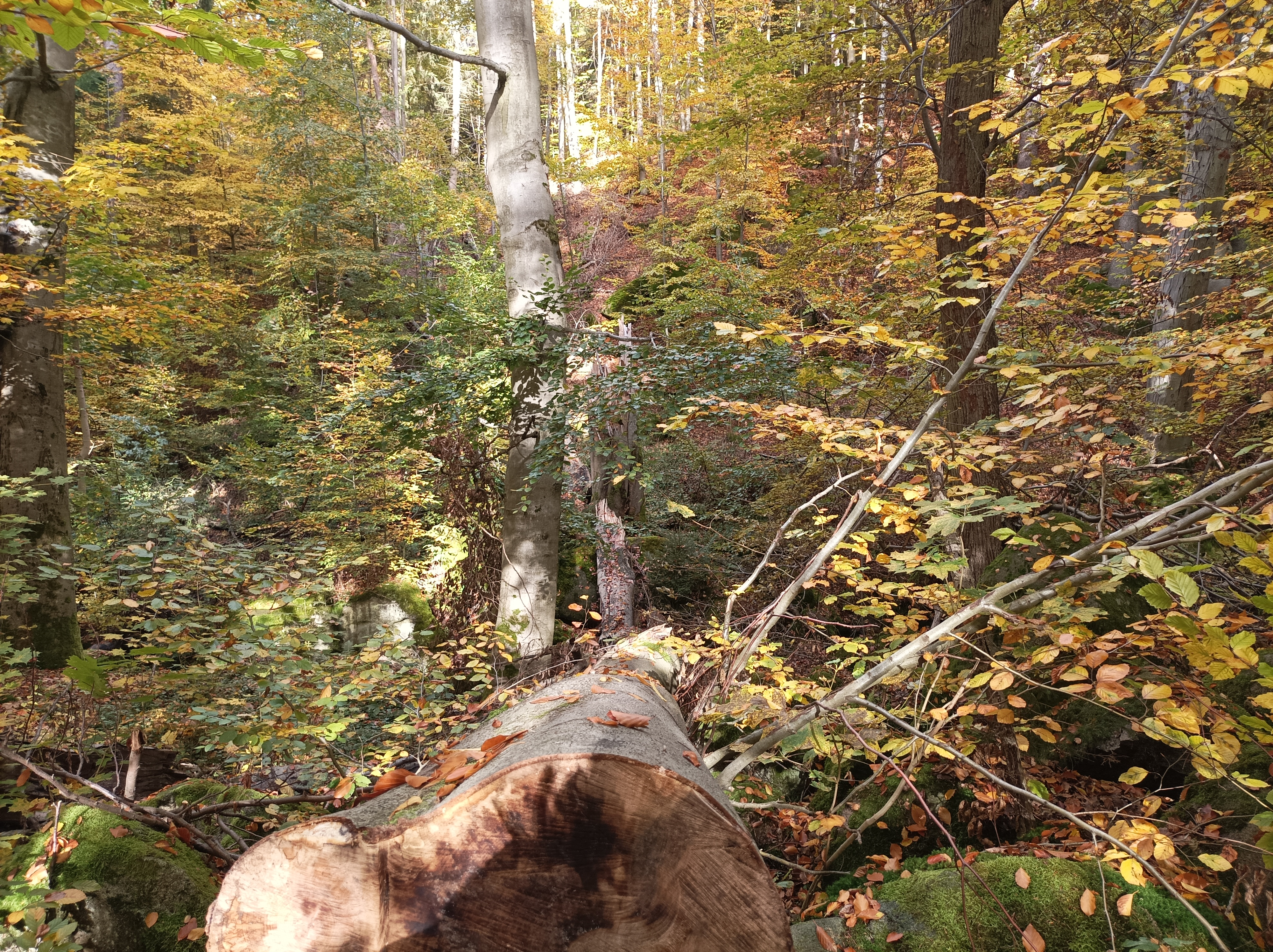
Pokácený strom ve Vlčí rokli
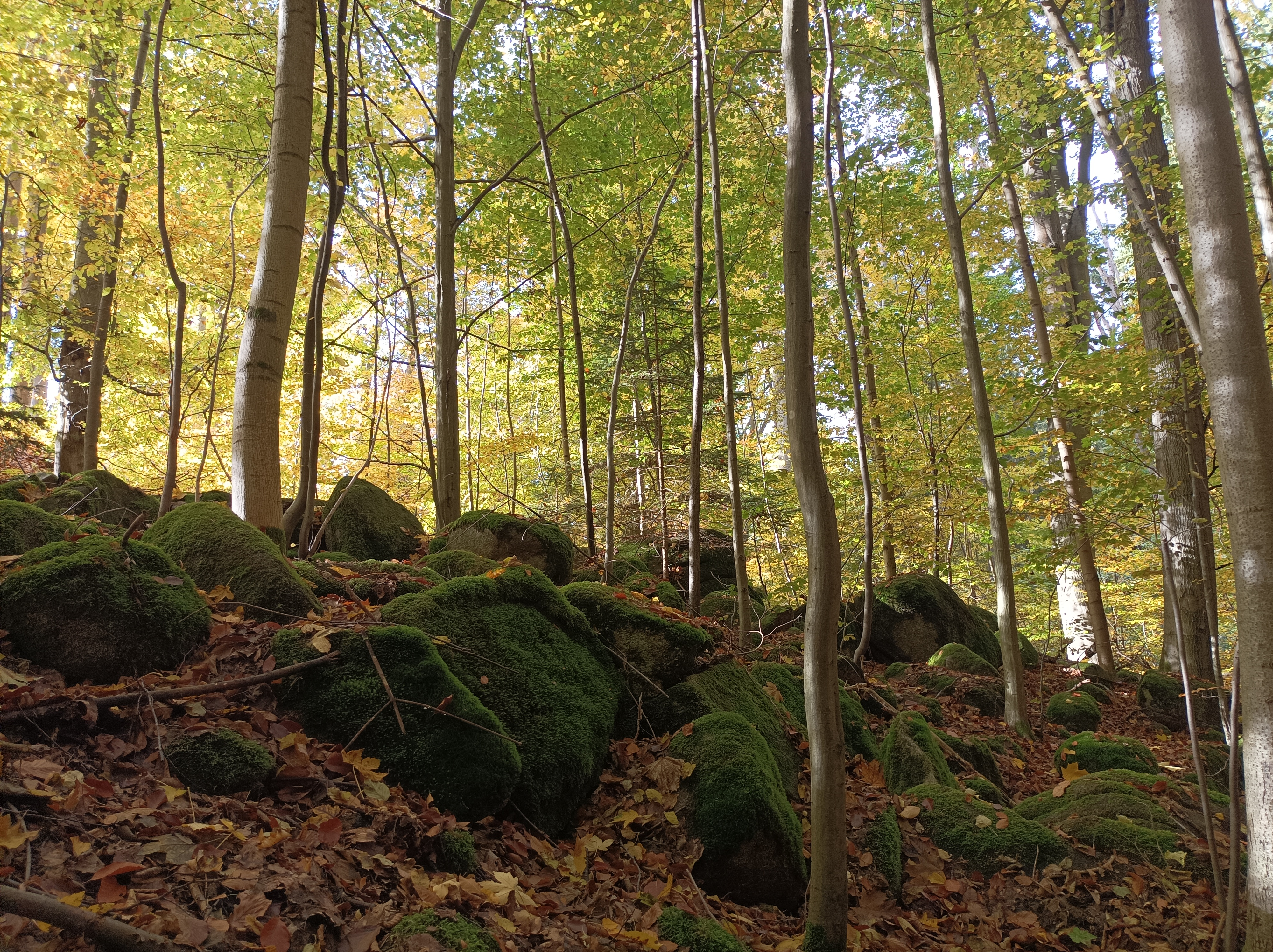
Přírodní památka Vlčí rokle
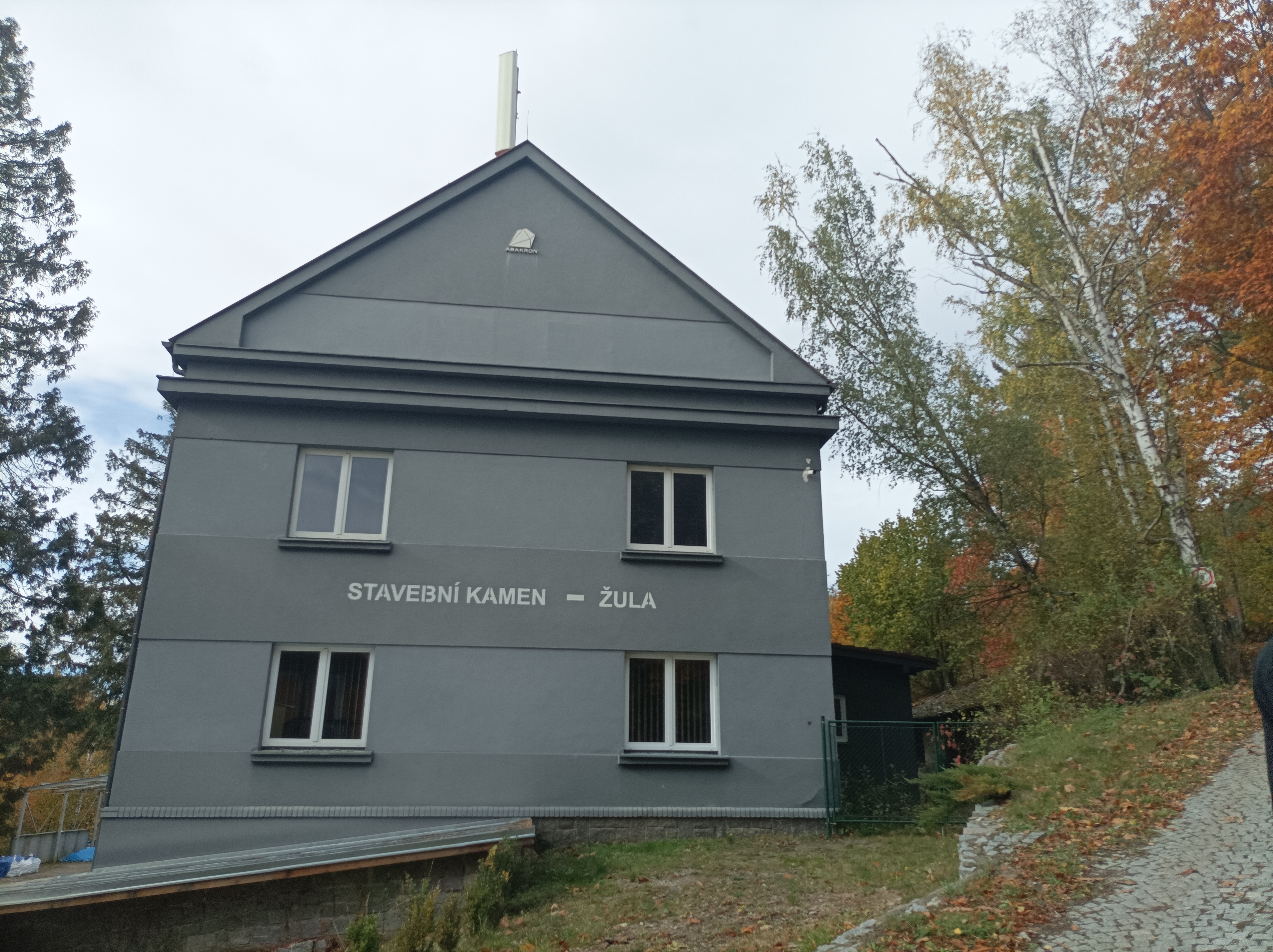
Kamenolom Prosečnice